# Ob-La-Di, Ob-La-Da
«Ob-La-Di, Ob-La-Da» és una cançó de la banda britànica The Beatles originalment gravada en el seu àlbum doble homònim, The Beatles (també conegut com L'Àlbum Blanc). Va ser composta per Paul McCartney, però acreditada a Lennon/McCartney. El 1976, la cançó va ser llançada com un senzill juntament amb «Julia» a la cara B.

## Composició
La cançó va ser escrita en l'època que el reggae començava a ser popular a Gran Bretanya. La línia «ob la di ob la da, life goes on, bra» era una expressió d'ús freqüent del conguer nigerià Jimmy Scott, un conegut de McCartney.
Segons l'enginyer de so Geoff Emerick, John Lennon odiava la cançó, qualificant-la de «merda per a les iaies d'en Paul». Després d'abandonar l'estudi durant l'enregistrament de la cançó (després de diversos dies i, literalment, dotzenes de preses de la cançó, tractant diferents ritmes i estils), Lennon va tornar, drogat per la marihuana, es va dirigir immediatament al piano i va tocar els acordes d'obertura molt més fort i més ràpid de com l'havia fet anteriorment. Va dir que així era com la cançó s'havia de tocar, sent aquesta versió la que es va acabar usant.
La lletra de la cançó Savoy Truffle, composta per Harrison també de l'àlbum blanc The Beatles, incloïa la línia «We all know ob-la-di-bla-da, but can you shou me where you are» ('Tots coneixem ob-la-di-bla-da, però em pots mostrar on et trobes').

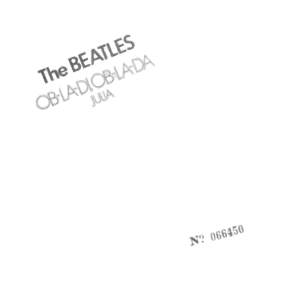
Edició nord-americana de «Ob-La-Di, Ob-La-Da» al senzill, amb «Julia» a la cara B (1976).

## Recepció de la crítica
Richie Unterberger de All Music va dir que la cançó va ser «una de les més populars de l'Àlbum Blanc, que podria haver estat un senzill de força èxit».

## Demanda
Temps després, Jimmy Scott va demandar a McCartney per l'ús de la frase en la lletra i títol de la cançó.
D'acord amb McCartney, «Ob-La-Di, Ob-La-Da» era simplement una dita comuna de la tribu yoruba i Scott simplement li havia ensenyat que la deien. S'ha reportat que la frase significa «Life Goes On» ('La vida continua'), paraules que també s'escolten a la cançó. Scott va abandonar el cas quan McCartney li va pagar despeses legals d'un altre assumpte.

## Personal
- Paul McCartney - veu principal i cors, baix.
- John Lennon - piano i cors.
- George Harrison - guitarra acústica, cors i pica mans.
- Ringo Starr - bateria i pica mans.

## Altres versions
El grup escocès de pop rock The Marmalade va fer una versió d'aquesta cançó que va aconseguir el Núm. 1 a Gran Bretanya l'any 1968. El grup de reggae jamaicà Inner Circle, en el seu àlbum Jamaika Me Crazy, va rendir tribut a The Beatles obrint el disc amb una versió d'aquest senzill. A més, el músic jamaicà Tommy McCook, al costat de Herbie Man, va realitzar una versió instrumental. La versió de Tijuana Brass amb Herb Alpert.
Yuri va versionar a l'espanyol aquesta cançó per a l'àlbum homenatge a The Beatles titulat Hey Jude.
A l'àlbum Tropical Tribute to the Beatles, l'artista cubana Celia Cruz va fer la seva versió adaptada a l'espanyol de la cançó.
També existeix una versió interpretada per Arthur Conley del 1968.
Gabriela Bee va realitzar una versió al seu canal de Youtube (Miss Bee) el 2019